# La Châtre-Langlin
La Châtre-Langlin település Franciaországban, Indre megyében. Lakosainak száma 503 fő (2022. január 1.). La Châtre-Langlin Les Grands-Chézeaux, Chaillac, Mouhet, Parnac, Roussines, Saint-Benoît-du-Sault, Cromac és Saint-Georges-les-Landes községekkel határos.

## Népesség
A település népességének változása:
| Lakosok száma | 778  | 679  | 628  | 572  | 549  | 548  | 521  | 504  | 501  | 503  |
|               | 1968 | 1982 | 1990 | 2006 | 2013 | 2015 | 2017 | 2019 | 2020 | 2022 |